# 가사데라역
가사데라역(일본어: 笠寺駅 카사데라에키[*])은 일본 아이치현 나고야시 미나미구에 있는 도카이 여객철도 · 일본화물철도 · 나고야 임해 철도의 역이다.
JR의 도카이도 본선과, 나고야 임해 철도의 화물선인 도코 선이 노선 연장한다. 여객 영업상은 도카이도 본선 단독역의 취급을 받는다.

## 역 구조 및 승강장

### 승강장 · 배선
섬식 승강장 1면 2선과 단선 승강장 2면 2선, 합계 3면 4선의 승강장을 가지는 지상역이다. 승강장은 단선 승강장을 끼고 있듯이 배치되어, 중앙의 섬식 승강장이 상하 대피선으로 되어 있다. 또한, 4번선의 서쪽에는 화물열차용의 발착선이 5개, 구분선(측선)이 6개, 보선 차량의 유치선(측선)이 부설되어 있다.
| 1     | ■ 도카이도 본선 | 상행 | 도요하시 · 다케토요 방면 |          |
| 2 · 3 | ■ 도카이도 본선 | 상행 | 도요하시 · 다케토요 방면 | 대피열차 |
| 2 · 3 | ■ 도카이도 본선 | 하행 | 나고야 · 오가키 방면     | 대피열차 |
| 4     | ■ 도카이도 본선 | 하행 | 나고야 · 오가키 방면     |          |

### 역사 · 시설
역사가 승강장 상공에 설치되었던 지상역이다. 역사와 승강장은 계단으로 접속해, 모두 승강장에 걸쳐서 엘리베이터가 사용가능하다. 역사와 지상을 연결하는 엘리베이터는 영업시간 외는 사용하지 않는다. 역사 내에는 발권 창구, 승차권 자동 발매기(TOICA 대응 터치 패널식), 자동 정산기(TOICA 비대응)와 TOICA 현금기가 설치되어 있다. 업무위탁역이며, 여객과 관하는 업무는 도카이 교통 사업의 직원이 담당한다. 관리역은 오부역이다.
또한, 페데스트리안 데크에 의해서 역사와 나고야 시 종합 체육관의 각 건물이 연결되어 있다.

## 취급 화물
1981년까지 일반용의 차급화물을, 1996년까지 전용선 발착의 차급화물을 취급하고 있었지만, 현재는 임시 차급화물만을 취급하고 있다. 이 역으로 하역 작업을 행하는 화물열차는 없고, 하역 시설이나 전용선은 존재하지 않는다.
예전에는 철도 화물 수송의 거점역의 하나였지만, 역 서쪽에 유개차용 화물 승강장이나 수레차용 자동차 하역 승강장이 존재한다. 또한, 다이도 특수강 호시자키 공장이나 미쓰이 동압 화학(현재의 미쓰이 화학 나고야 공장), 스미토모 시멘트(현재의 스미토모 오사카 시멘트) 서비스 스테이션, 데이진 나고야 공장으로 이어지는 전용선이 있다.

## 이용 현황
2009년도의 승차인원은 2,632,696명이며, 1일 정도의 승차 인원은 7,213명으로 산출되었다. 승차인원은, 나고야 시내에 있는 JR 도카이의 12역(미나미오다카 역을 제외)의 중에서는 6번째로 많다.

### 가사데라 역 이용 추이
| 연도     | 여객           | 여객                | 화물      | 화물      | 하물      | 하물      |
| 연도     | 승차인원       | 1일 정도의 승차인원 | 발송 톤수 | 도착 톤수 | 발송 개수 | 도착 개수 |
| -------- | -------------- | ------------------- | --------- | --------- | --------- | --------- |
| 1950년도 | 약 309,000명   |                     | 50,683톤  | 84,956톤  |           |           |
| 1955년도 | 약 481,000명   |                     | 75,110톤  | 89,223톤  |           |           |
| 1960년도 | 약 1,083,000명 |                     | 201,716톤 | 335,451톤 |           |           |
| 1965년도 | 약 1,182,000명 |                     | 204,501톤 | 390,169톤 |           |           |
| 1970년도 | 약 1,075,000명 |                     | 526,152톤 | 707,976톤 |           |           |
| 1975년도 | 839,294명      | 2,293명             | 99,966톤  | 379,886톤 | 44,620개  | 117,617개 |
| 1980년도 | 821,903명      | 2,251명             | 78,229톤  | 187,834톤 | 21,350개  | 58,586개  |
| 1985년도 | 998,106명      | 2,734명             | 17,577톤  | 109,603톤 |           |           |
| 1990년도 | 2,368,419명    | 6,489명             |           |           |           |           |
| 1995년도 | 2,740,237명    | 7,487명             |           |           |           |           |
| 2000년도 | 2,653,700명    | 7,270명             |           |           |           |           |
| 2005년도 | 2,618,611명    | 7,174명             |           |           |           |           |
| 2006년도 | 2,709,629명    | 7,424명             |           |           |           |           |
| 2007년도 | 2,691,627명    | 7,354명             |           |           |           |           |
| 2008년도 | 2,671,045명    | 7,317명             |           |           |           |           |
| 2009년도 | 2,632,696명    | 7,213명             |           |           |           |           |

## 역 주변
- 나고야 시 종합 체육관
- 가사데라 병원
- 나고야 시 미나미 구청
- 나고야 시 미나미 보건소
- 나고야 시 미나미 토목 사업소
- 미쓰비시 도쿄 UFJ 은행 가사데라 지점
- 나고야 가사데라 워싱턴 호텔 프라자

## 역사
제2차 세계대전 중의 1942년에, 군수공장으로의 통근 수송에 대응하기 위해 개설되었다. 이 역의 개업전은, 나고야 철도 도요하시 선(현, 나고야 본선)의 모토카사데라 역이 '가사데라 역'을 명명하였다.
상기와 같이, 나고야 시 남부의 공장지대에 걸친 화물 수송의 거점역이 되어, 1965년 - 1975년에는 이 역부터 핫타 화물역(가칭, 후에 나고야 화물 터미널 역으로서 개설)로 이르는 난포 화물선이 건설이 시작했다. 그러나, 국철 말기의 개혁 일환으로 건설은 동결되어, 미완성 노선이 되었다.
현재로는, 미나미 구청 · 미나미 경찰서의 가장 가까운 역이며, 공장도 많기 때문에 비지니스 맨의 이용이 많다. 또한, 닛폰가시이 스포츠 플라자(나고야 시 종합 체육관)으로의 관객 · 이용자 수송의 중심역이며, 대물 아티스트나 콘서트 등의 이벤트 개최시에는 나고야 방면으로의 임시열차의 운전, 쾌속 열차의 임시정차 등이 행해진다.

### 연표
- 1942년 4월 10일 ; 국철 도카이도 본선의 오다카 - 아쓰타 간의 가사데라 임시 신호장 개설.
- 1943년 6월 1일: 역으로 승격해 국철 가사데라역 개업.
- 1944년 8월 1일: 나고야 시덴 가사데라에키마에 역 개업. 다만 역 앞으로는 없고, 마에바마도리 교차로 부근에 존재한다.
- 1945년 5월 17일: 공습에 의해 초대 역사 소실.
- 1949년 2월: 2대째의 역사를 개설.
- 1964년 5월: 도카이도 신칸센 건설에 수반해, 3대째의 역사를 개축.
- 1965년 8월 20일: 나고야 임해 철도 도코 선이 개업.
- 1966년 7월 6일: 자동차 수송 기지 건설.
- 1974년 4월 1일: 가사데라에키마에 역 폐지.
- 1980년 10월 1일: 자동차 수송 기지 폐지.
- 1981년 3월 15일: 전용선 발착을 제외한 차급 화물의 취급을 폐지.
- 1986년 11월 1일: 하물의 취급을 폐지.
- 1987년 4월 1일: 일본국유철도 분할 민영화에 의해 도카이 여객철도 · 일본화물철도의 역이 된다.
- 1988년 4월 8일: 선상 역사를 개설.
- 1992년 6월 27일: 자동개찰기를 도입.
- 1996년경: 이 역 발착의 화물이 없어진다.
- 2006년 11월 25일: TOICA를 도입.

## 인접정차역
| 도카이 여객철도 도카이도 본선 | 도카이 여객철도 도카이도 본선 | 도카이 여객철도 도카이도 본선 |
| ----------------------------- | ----------------------------- | ----------------------------- |
| 오다카 하마마쓰·시즈오카 방면 | ■ 도카이도 본선               | 아쓰타 도요하시·나고야 방면   |
| 나고야 임해 철도 도코 선      |                               |                               |
| 시·종착역                     | 도코 선                       | 도코 도코 방면                |